# Reguengos de Monsaraz
Reguengos de Monsaraz là một huyện thuộc tỉnh Évora, Bồ Đào Nha. Huyện này có diện tích 465 km², dân số thời điểm năm 2001 là 11382 người.